# Mort de Mahomet

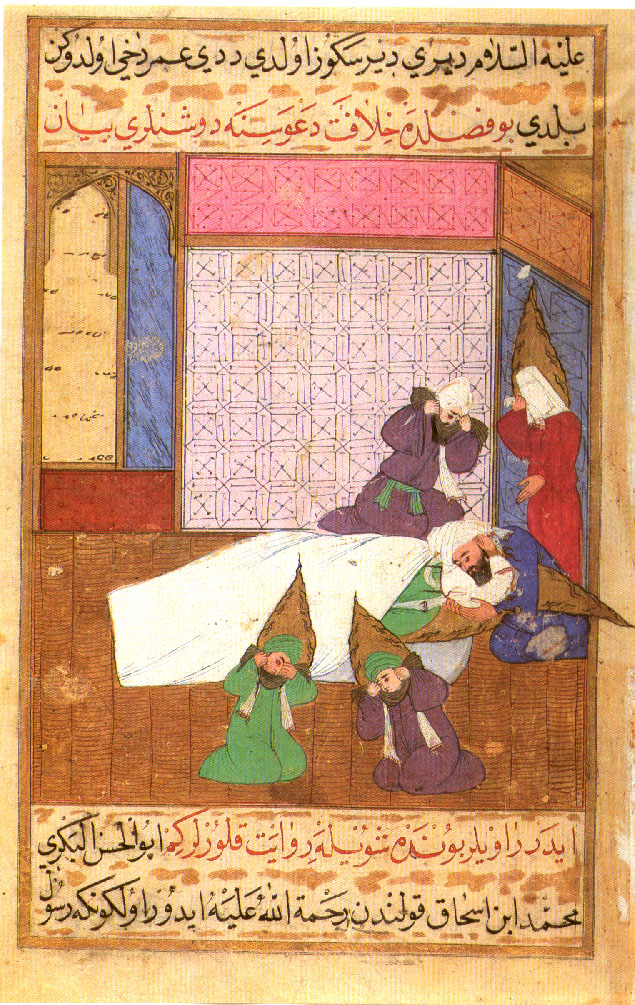
Mort de Mahomet, peinture du Siyar-i Nabi, Istanbul, 1595.

La mort de Mahomet regroupe les épisodes liés à la mort de Mahomet et les débats historiographiques qui l'entourent.
Si l'existence historique de Mahomet fait globalement consensus, le degré d'authenticité historique des récits biographiques est discuté par les historiens et exégètes contemporains. Selon les termes d'Harald Motzki, traduisant la difficulté à atteindre l'historicité du fondateur de l'islam sous la forme d'une biographie classique, « d'un côté, il n'est pas possible d'écrire une biographie historique du Prophète sans être accusé de faire un usage non critique des sources ; tandis que, d'un autre côté, lorsqu'on fait un usage critique des sources, il est simplement impossible d'écrire une telle biographie ». Parmi d'autres biographes, Alfred-Louis de Prémare cite ces propos afin de souligner la difficulté à laquelle sont confrontés les historiens qui tentent d'établir la biographie de Mahomet : il existe à son sujet peu de sources fiables du point de vue de l'historien, ce qui fait, selon lui, que « toute biographie du prophète de l'islam n'a de valeur que celle d'un roman que l'on espère historique ».

## Sources

### Sources musulmanes
La biographie rédigée par Ibn Ishaq au VIIIe siècle est l'une des plus anciennes biographies de Mahomet. D'autres biographies ou fragments de biographie comme celles de Mûsâ ibn 'Uqba (en) et de Maʻmar ibn Rāshid contiennent des éléments sur la mort de Mahomet. Pour Shoemaker, si elles accueillent parfois des éléments de traditions musulmanes primitives, elles ont été fortement modifiées. « L’auteur stigmatise enfin la chronologie de ces récits biographiques, laquelle, en plus d’être artificielle, n’a pas existé avant le milieu du VIIIe siècle ».
Dans une lettre attribuée au calife omeyyade Umar II, et datée du VIIIe siècle, Mahomet est présenté comme « sorti d’Arabie pour affronter les Byzantins et les Perses ». Écrit à but apologétique anti-chrétien, elle évoque la présence de Mahomet lors des campagnes contre les empires perse et byzantin : « De cette façon, avec celui en qui nous avons confiance, et en qui nous croyons, nous sommes partis pieds nus, nu, sans équipement, force, arme ou provisions, pour lutter contre le plus grand des empires, les nations les plus puissantes dont la domination sur les autres peuples était la plus impitoyable, c'est-à-dire: la Perse et Byzance. » Le contexte du texte ne laisse que peu de doute quant à la désignation de Mahomet par la périphrase au début de la citation.

### Sources non-musulmanes
Stephen J. Shoemaker a étudié plusieurs sources non-musulmanes sur la fin de la vie de Mahomet. On peut citer la Doctrina Jacobi, l’Apocalypse du rabin Shi’môn b. Yohai, la chronique khûzistâne (660), celle de Jacques d'Édesse (691/692), L’Histoire des patriarches d’Alexandrie (avant 717), la « source orientale espagnole » (741), la « source commune syriaque » , la chronique syriaque de 775 , la chronique de Zuqnin (775), la chronique samaritaine (compilée au plus tard au XIVe siècle. Elles concordent, malgré des origines et des contextes religieux différents, à présenter Mahomet comme étant à l'origine de l'expansion et des premières conquêtes, après 632. Le crédit historique à apporter à ces textes fait débat.
Ainsi, selon la Doctrina Jacobi, « Et ils disaient : « Un prophète est apparu, venu avec les Sarrasins et il prêche l'arrivée de l'oint qui doit venir, le Messie. » […] « Que pouvez-vous me dire au sujet du prophète qui est apparu avec les Sarrasins ? » Et il m'a dit, gémissant à voix haute : « Il est faux, car les prophètes ne viennent pas avec une épée et un chariot de guerre. En vérité, les choses mises en mouvement aujourd'hui sont des actes d'anarchie, et je crains que, […] nous recevrons l'antichrist. […] Et quand j'ai enquêté, j'ai entendu de ceux qui l'avaient rencontré que personne ne trouve aucune vérité dans le soi-disant prophète, seulement l'effusion du sang humain. En fait, il dit que le « Prophète qui est apparu » a les clés du paradis, ce qui est impossible. » Ce texte raconte la présence d'un prophéte, Mahomet à la tête de l'armée arabe envahissant la Palestine. Pour P. Crone et M. Cook, « Mais ce qu'il y a de vraiment étonnant dans la Doctrina c'est qu'elle rapporte que le Prophète prêchait l'avènement de l’« Oint qui allait venir ». Cela veut dire que le cœur du message du Prophète, dans le premier témoignage dont nous disposons en dehors de la tradition islamique, apparaît comme le messianisme judaïque ».
Aucune source non-musulmane n'évoque une mort de Mahomet à Médine avant la Chronique de Théophanes au IXe siècle.

## Des traditions multiples

### Cause de la mort
À la fin de sa vie, Mahomet connait une période d’abattement psychologique à la suite, en partie, de plusieurs défaites, de tentatives d’assassinat et de la mort de son fils. Mahomet préparait alors une campagne contre la Transjordanie qu'il souhaitait diriger. Après avoir réorganisé l'administration et assis l'influence de l'islam à La Mecque, il retourne à Médine, où il meurt le 8 juin 632 âgé de soixante-trois ans après une courte maladie, . D'autres traditions parlent du 28 mai. Il pourrait s'agir d'une « fièvre de Médine » du type courant.
Les recherches menées par Hela Ouardi, publiées notamment en 2016 avec Les Derniers jours de Muhammad, mettent en lumière la multiplicité des traditions musulmanes liées à la mort de Mahomet. Selon certaines, il serait mort d'une courte maladie, peut-être une pleurésie, pour d'autres, il serait mort empoisonné par une juive de Khaybar. Ibn Kathir, Ibn Hichâm et Mouhammad al-Boukhârî évoquent cette hypothèse, aujourd’hui peu usitée, de l'empoisonnement. Afin de ne pas être en contradiction avec la protection divine de Mahomet évoquée dans le Coran, des traditionalistes, comme H. Zaqzuq d'al-Azhar défendent que Mahomet aurait survécu trois ans au poison et y voit un miracle. Ibn Sa'd al-Baghdadi attribue plutôt la mort de Mahomet à un sortilège. Pour Hela Ouardi, cette accusation est invraisemblable et s'inscrit dans une construction anti-juive, misogyne et a pour but d'« écarte[r] tout soupçon qui pourrait planer sur l'entourage du Prophète ». Le monde chiite adhère à la thèse de l'empoisonnement, faisant de Mahomet un martyr. Ainsi, Allameh Madjlessi accuse Aïcha, Hafsa bint Omar, en lien avec Abou Bakr As-Siddiq et Omar ibn al-Khattâb d'avoir empoisonné Mahomet.
Afin de résoudre les difficultés de l'hypothèse de l'empoisonnement, les traditionalistes ont développé l’hypothèse de la pleurésie, bien que cette maladie soit considérée comme d'origine satanique. Lorsqu'un remède est donné par les proches, Mahomet force chacun à le boire aussi, probablement par crainte d'un empoisonnement. Les Traditions ne présentent pas de trace d'auscultation de Mahomet par un médecin tandis qu'elles évoquent leur présence à Médine.

### La mort de Mahomet
Quelques jours, voire quelques heures avant sa mort, Mahomet reçoit les derniers versets du Coran. Plusieurs hadiths rapportent des prédictions sur la division de la communauté.
La Bibliothèque nationale de France possède un manuscrit persan en vers, portant le titre de Véfàt[é) payghambar « La mort du Prophète ». Dans ce texte, la mort de Mahomet est précédé d'un dialogue avec Gabriel qui lui rappelle qu'il a « tout pouvoir sur les vivants et sur les morts, qu'il tient entre ses mains les clés de l'enfer et celles du ciel ». Mahomet lui répond qu'il « est las de toutes les agitations de ce monde et qu'il n'aspire plus qu'à aller habiter le Paradis, où il se trouvera, enfin, face à face avec son Dieu ». Se rendant alors à la mosquée, il prononce son dernier prêche :

« Écoutez-moi tous, dit-il. Le moment est venu où je
dois vous quitter. Il me faut partir, en toute hâte, car
déjà j'entends, là-haut, le tambour qui bat la retraite.
Vous savez ce que j'ai souffert, combien j'ai rencontré d'obstacles sur la route qui m'était tracée. Toute ma vie, la flèche de la méchanceté m'a pris pour cible. Et pourtant c'est bien moi qui ai ouvert la voie de la Religion. C'est Dieu qui m'avait envoyé vers vous. Il avait fait descendre en moi son Verbe, et l'Esprit-Saint avait choisi ma demeure pour son habitacle. Écoutez maintenant mes volontés dernières. C'est sur l'ordre de Dieu que je vous les dicte : d'abord, ne
commettez nulle injustice à l'égard de ma famille ; ensuite, observez la parole de Dieu, telle que je vous l'ai transmise, sans rien ajouter, sans rien omettre. Et puis, sachez-le bien, l'Éternel vient de m'ordonner d'instituer, comme mon successeur, Ali, qui est l'ami de Dieu. Nul, en dehors d'Ali, ne doit s'asseoir à ma place, car, si aux yeux du vulgaire, nous paraissons séparés l'un de l'autre, nos deux corps sont, en réalité, issus d'un seul et même rayon de lumière. »

Selon certaines traditions, ce discours aurait pris place au retour du pèlerinage d'adieu. Selon la tradition chiite, c'est à sa femme Oumm Salama bint Abi Oumaya et non à Aicha qu'il fait ses premiers adieux. Il serait mort pendant qu'il respirait une pomme donnée par Azraël, l'ange de la mort, sur le modèle des légendes juives liées à la mort de Moïse. Selon certaines traditions, il meurt dans les bras d'Aicha, son épouse. Pour d'autres, même sunnites, Mahomet meurt dans les bras d'Ali.

### Funérailles
Hela Ouardi relève de nombreux faits étranges, cités par les traditions, après la mort de Mahomet, dans la description du comportement d'Abou Bakr et d'Omar. Il pourrait s'agir de premières manœuvre en vue de récupérer le pouvoir. Son corps aurait alors été abandonné trois jours montrant ainsi le refus de sa mort — certains croyant une fin du monde imminente — et pour des raisons politiques, afin de permettre la prise du pouvoir par Abou Bakr.
Mahomet aurait été enterré à Médine dans sa maison-mosquée qui devient un lieu de pèlerinage où sont enterrés ses deux successeurs Abou Bakr et 'Umar. Les traditions sont contradictoires sur la date de l'inhumation mais sont unanimes sur un enterrement nocturne contraire aux habitudes et règles religieuses et en l'absence d'Abou Bakr, d'Umar et de Aisha. Les imprécisions entre les descriptions semblent attester d'une méconnaissance, jusqu'au début du VIIIe siècle, de l'emplacement exact de la tombe de Mahomet. Elle sera fixée lors de la construction d'un tombeau en 707 par les Omeyyades.

## Une absence d'héritier
Avec la prise de Khaïbar en 628, le Prophète était devenu l'homme le plus riche du Hedjaz et pourtant à sa mort il ne laissa rien comme héritage ; il ne possédait au moment de sa mort qu’une tunique, un pagne de tissu grossier et avait gagé son armure contre un gallon d’orge chez un juif.
Il ne donna aucune instruction concernant sa succession et selon certaines sources sunnites et chiites, il en aurait été volontairement empêché entre autres par Abou Bakr et 'Umar,. Le jeudi 4 juin 632, selon les traditions, Mahomet aurait demandé de quoi écrire son testament. Son entourage et principalement Umar, aurait tout fait pour qu'il ne puisse l'écrire. Selon la tradition chiite, il aurait, avant de mourir, désigné Ali comme héritier et premier calife. Certaines traditions sunnites rapportent l'existence de commandements ou d'objets importants, comme son sabre, confiés à Ali par Mahomet à sa mort.
Certaines traditions rapportent les dernières volontés de Mahomet quant à la prière par exemple ou des imprécations contre les juifs. Une volonté, rapportée par Muttaqi, rappelle le désir de rassembler l'Arabie par une seule religion, sans évoquer d'expansion universelle de l'islam.

## Aspect historique de la mort de Mahomet
La plus vieille biographie musulmane de Mahomet, écrite au milieu du VIIIe siècle de l'ère commune, relate la mort du prophète à Médine en 632. Cette date est acceptée par les orientalistes dans leur grande majorité. A. L. De Prémare, sans trancher la question parle d'un « problème chronologique en suspens ». Pourtant, de nombreuses et anciennes sources apologétiques juives, chrétiennes, samaritaines, voire musulmanes indiquent que Mahomet survécut assez pour conduire la conquête de la Palestine, commencée en 634-35. Certaines de ces sources ont été étudiées par M. Cook et P. Crone dans l'ouvrage Hagarism The Making of The Islamic World.. À propos de Mahomet, Hela Ouardi explique que son « histoire a été « écrite » pour les besoins d'une légitimation du pouvoir » et certaines sources permettent de supposer une mort dans la région de Gaza après 634.
Stephen J. Shoemaker a écrit une première étude systématique des diverses traditions. À partir de méthodes d'analyse empruntées à la recherche biblique, Stephen Shoemaker établit que ces récits de la direction de Mahomet durant l'invasion de la Palestine conservent une tradition musulmane ancienne révisée plus tard pour s'adapter aux besoins d'une identité musulmane en création. Mahomet et ceux qui le suivent semblent avoir attendu la fin du monde dans un futur immédiat, même durant leur propre vie selon la théorie de Shoemaker. Quand le moment eschatologique ne se réalise pas et se voit remis à plus tard, le sens du message de Mahomet et la foi qu'il avait construite nécessite une révision de fond chez ses premiers adeptes. Il pense que « l'islam des origines fut un mouvement interconfessionnel convaincu de l'imminence de la fin des temps, centré sur Abraham, Jérusalem et la Terre sainte », qui deviendra plus tard la religion musulmane.
Hassan Bouali a fait une recension du livre de Stephen J. Shoemaker. Selon lui, bien que l'ouvrage a le mérite de stimuler le débat historiographique relatif aux débuts de l’islam, il n'en demeure pas moins iconoclaste. Si Bouali en conclut que la thèse de Stephen J. Shoemaker n'est pas convaincante, Reynolds souligne la rigueur des arguments de Shoemaker. « Sa capacité à analyser la littérature non islamique, les débats sur les hadith parmi les érudits, le Coran et la Sira, les preuves matérielles […] est extraordinaire et beaucoup de ce qu'il fait est bien argumenté ».
Selon Bouali, « l'auteur omet de prendre rigoureusement en considération le caractère apologétique des phénomènes décrits par les sources non musulmanes qui parlent d’une possible présence de Mahomet en Palestine, en 634. » Hassan Bouali critique donc le crédit donné par Stephen Shoemaker à des sources qui, bien que contemporaines ou presque des premières conquêtes arabes, devraient être traitées avec circonspection. Shoemaker cite Hoyland pour qui l'évocation de la présence de Mahomet durant ces conquêtes pourrait permettre d'insister sur son aspect guerrier et l'incohérence avec le statut de prophète. Pour autant, Hoyland reconnait que l'expansion religieuse par la violence est assumée par l'islam naissant. À l'inverse, Shoemaker, interrogeant la fiabilité de ces sources, considère qu'« il n'y a pas de raison apologétique ou polémique évidente pour l'auteur de la Doctrina Iacobi (ou ses sources) d'avoir inventé le commandement de Muhammad pendant la campagne afin de servir un but idéologique plus large ». La présence d'une telle référence dans un texte musulman, la lettre d'Umar II, semble même exclure une déformation à but apologétique. En revanche, il est ainsi possible que la tradition musulmane ait fixé sa mort en 632 pour s'inspirer de celle de son modèle Moïse qui meurt avant d'entrer en Terre promise, laissant son successeur Josué mener la conquête du pays de Canaan, à l'instar du successeur de Mahomet Abou Bakr qui lance ses troupes à la conquête des pays du Cham (Syrie et Palestine).